# 江珊
江珊（1967年12月22日—）是中国女演员、歌手，基督徒。江苏镇江人，现居美国加州三藩市灣區。1991年毕业于中央戏剧学院表演系，1993年凭8集电视剧《过把瘾》走红。

## 电影
- 1989年《巴黎来的枪手》（导演张昕，演员保日查、江珊、许亚军）
- 1990年《有人偏偏爱上我》（导演、宁瀛，演员梁天、江珊、王斑、马晓晴、常晓阳）
- 1990年《北京，你早》（导演、张暖忻，演员张帆、王全安、马晓晴、金铁峰、江珊、贾宏声）
- 1991年《独身女人》（导演、秦志钰，主演潘虹、江珊、黄小雷）
- 1992年《霹雳宝座》（编剧、吴文良，演员江珊、鹿峰、方中信、林威、午马）
- 1994年《94独臂刀之情》（导演、李仁港，演员高捷、姜大卫、江珊、刘松仁、吴兴国、徐少强、杨采妮）
- 1996年《埋伏》（导演黄建新、杨亚洲，演员冯巩、江珊、滕汝骏、张小童、牛振华，入围柏林电影节）
- 2000年《说出你的秘密》（导演黄建新，入围中国百花奖）
- 2001年《谁说我不在乎》（导演黄建新，主演　冯巩　吕丽萍、李小萌、朱重阳、罗湘晋、王志文、冯小刚、周涛、江珊、傅彪）
- 2001年《生死速递》（导演柯受良）
- 2004年《阳光天井》（喜剧明星黄宏自导自演的贺岁片）
- 2004年《电影往事》（导演：小江。演员夏雨饰毛大兵、姜易宏饰江雪华、李海滨饰潘大任、齐中旸饰青年玲玲、江珊饰女警、牛振华饰医生）
- 《紫色幽灵》（电视电影，主演、江珊、侯耀华）
- 2005年《黑色魔方》（电视电影，电影频道节目中心，编剧、嘉旭，导演孙海涛，主演江珊、柳健、蒋文娟）
- 2007年《江北好人》（导演：刘新，劳达。演员马伊琍饰赵小芸、夏雨饰张维扬）
- 2012年《匹夫》（黄晓明、张歆艺、张译、包小柏）
- 2012年《第一次》
- 2016年《洛杉矶捣蛋计划》
- 2017年《泡芙小姐》(客串)
- 2019年《我和我的祖國》
- 2021年《没有过不去的年》
- 2025年《有病才会喜欢你》

## 电视剧
- 《爱在雨季》(1992年)
- 《过把瘾》(1993年) 饰 杜梅
- 《广州教父》(1996年)
- 《我想有个家》(1997年)
- 《上海沧桑》(1998年)
- 《真爱无敌》(1999年)
- 《让爱做主》(2000年)
- 《生死兄弟》(2000年)
- 《永不放弃》(2001年)
- 《温柔陷阱》(2001年)
- 《千丝万缕》(2001年)
- 《无罪辩护》(2001年)
- 《追捕》(2002年)
- 《铁面无私》(2002年)
- 《完美夏天》(2002年)
- 《大宅门》续集(2002年)
- 《大家族》(主演尤勇，江珊 1997年)
- 《文化圈》
- 《金色年轮》
- 《太阳不落山》
- 《戊戌风云》
- 《神捕十三娘》
- 《原则》
- 《征服》
- 《天在上》
- 《月牙儿与阳光》(江珊 寇振海)
- 《离婚进行时》
- 《王爷到》
- 《爱在威虎山》
- 《胜诉在美国》
- 《未列入名册》
- 《谁在说谎》
- 《中年计划》
- 《悲情母子》
- 《数风流人物》
- 《大丈夫》(2014年)
- 《穿越谜团》(2016年)
- 《急诊科医生》(2017年) 饰 刘慧敏
- 《好久不见》(2018年) 饰 叶琳娜
- 《你是我的答案》(2019年) 饰 江晨
- 《澳门人家》(2019年) 饰 宋曼琴
- 《罚罪》(2022年)（网络剧）饰 韩亚
- 《恋爱的夏天》(2022年)（网络剧）饰 酒館老板娘
- 《促醒者》(2022年)饰 司徒院長
- 《非常后妈》(2023年)(2012年拍攝)饰 辛瑞芳
- 《后浪》(2023年)饰 宋灵兰
- 《但愿人长久》(2024年)饰 趙素桂(2018年拍攝)
- 《|真心英雄》(2025年)饰 趙紅梅

## 个人音乐专辑
- 《只爱我一个》（星碟文化， 1994年）

曲目列表：
1. 梦里水乡
2. 只爱我一个
3. 灯火阑珊
4. Don't Say Good-Bye
5. 像我这样的女人
6. 距离
7. 温柔花
8. 请你靠近我
9. 你的激情只有一点点虚假
10. 如果伤心就离开我
- 《情似朝露》（1995年）

曲目列表：
1. 情似朝露
2. 感情的胡同
3. 女人天生爱做梦
4. 泪落黄昏
5. 请你把我也带走
6. 红颜为你开放
7. 一生的眷恋
8. 通往温柔的路
9. 梦里水乡
10. 情似朝露(特别版)
- 《我还是我》（上海声像出版社， 1997年）

曲目列表： 
1. 我还是我 
2. 说过不流泪 
3. 思念 
4. 情到深处 
5. 心事 
6. 你到底是个什么样的男人 
7. 无情 
8. 女人 
9. 我心依然
10. 失恋了我也会很坚强

## 奖项
- 2012年华鼎奖 凭《人到四十》获中国都市题材电视剧最佳女演员

## 其他
- 江珊的父亲江怀延，曾经做过演员，编剧，导演和策划，母亲是陕西西安人。还曾经担任过北京电影制片厂的文学策划部主任，北京金天地文化公司艺术总监等职。江珊和她父亲合作过的作品包括电视剧集《让爱做主》和《天在上》。
- 1995年2月，由江珊和史可任Ａ、Ｂ角的话剧《离婚了就别来找我》（谭路璐制作）因两人同时住院而停演。 两人随后被中央实验话剧团除名，并遭到文化部一年的封杀。
- 江珊1997年同男演员高曙光结婚。2003年两人离婚。两人有一个女儿高亦心。